# Assassinatos de dezembro de 1982
Os Assassinatos de Dezembro (holandês: Decembermoorden) foram os assassinatos em 7, 8 e 9 de dezembro de 1982, de quinze jovens de destaque do Suriname que haviam criticado a ditadura militar. Treze desses homens foram presos no dia 7 de dezembro, entre as 2 da manhã e 5 da manhã, enquanto dormiam em suas casas (de acordo com os relatórios das famílias das vítimas). Os outros dois foram Surendre Rambocus e Jiwansingh Sheombar que já estavam presos por tentar um contra-golpe de estado em Março de 1982.
Soldados de Dési Bouterse, o então ditador do Suriname, levou-os a Forte Zeelandia (então sede de Bouterse), onde foram ouvidos como 'suspeitos em um julgamento' por Bouterse e outros sargentos autonomeados pelo tribunal. Depois destas "audiências' eles foram torturados e mortos a tiros. As circunstâncias ainda não se tornaram completamente claras; em 10 de dezembro de 1982, Bouterse afirmou em rede nacional de televisão que todos os detentos foram mortos a tiros "em uma tentativa de fugir'.
Dezembro de Assassinatos levou ao protesto internacional por vários países Ocidentais e organizações de direitos humanos. A antiga potência colonial, Holanda, imediatamente congelou a ajuda ao desenvolvimento. Muitos civis fugiram do Suriname para a Holanda.
Bouterse tem por muito tempo negado a culpa no Dezembro de Assassinatos. Em Março de 2007, ele aceitou a responsabilidade política pelos assassinatos, mas em seguida também afirmou claramente que ele, pessoalmente, não tinha 'puxado o gatilho' para matar aqueles quinze homens. Em Março de 2012, no entanto, um antigo confidente de Bouterse testemunhou sob juramento que Bouterse tinha baleado duas das vítimas.

## Descrição
Depois de seu sequestro, a quinze vítimas foram transportadas para o Forte Zeelandia, a então sede do Bouterse e seus soldados em Paramaribo, capital do Suriname. Os soldados de executar a ação estavam sob o comando do Dési Bouterse, o então ditador do Suriname e também líder do exército do Suriname. Entre as vítimas eram advogados, jornalistas, empresários, militares, professores universitários e líder sindical.
Uma décima sexta pessoa detida, líder da união Fred Derby, foi lançado inesperadamente no dia 8 de dezembro. Derby relataram suas experiências em 8 de dezembro de 2000, dizendo que ele não foi assassinado porque, Bouterse disse a ele, que ele era necessário para resfriar o temperamento dos sindicatos, que eram frequentemente em greve naquele momento.

### Vitimas
- John Baboeram, advogado
- Bram Behr, jornalista
- Cyrill Daal, líder da união
- Kenneth Gonçalves, advogado
- Eddy Hoost, advogado

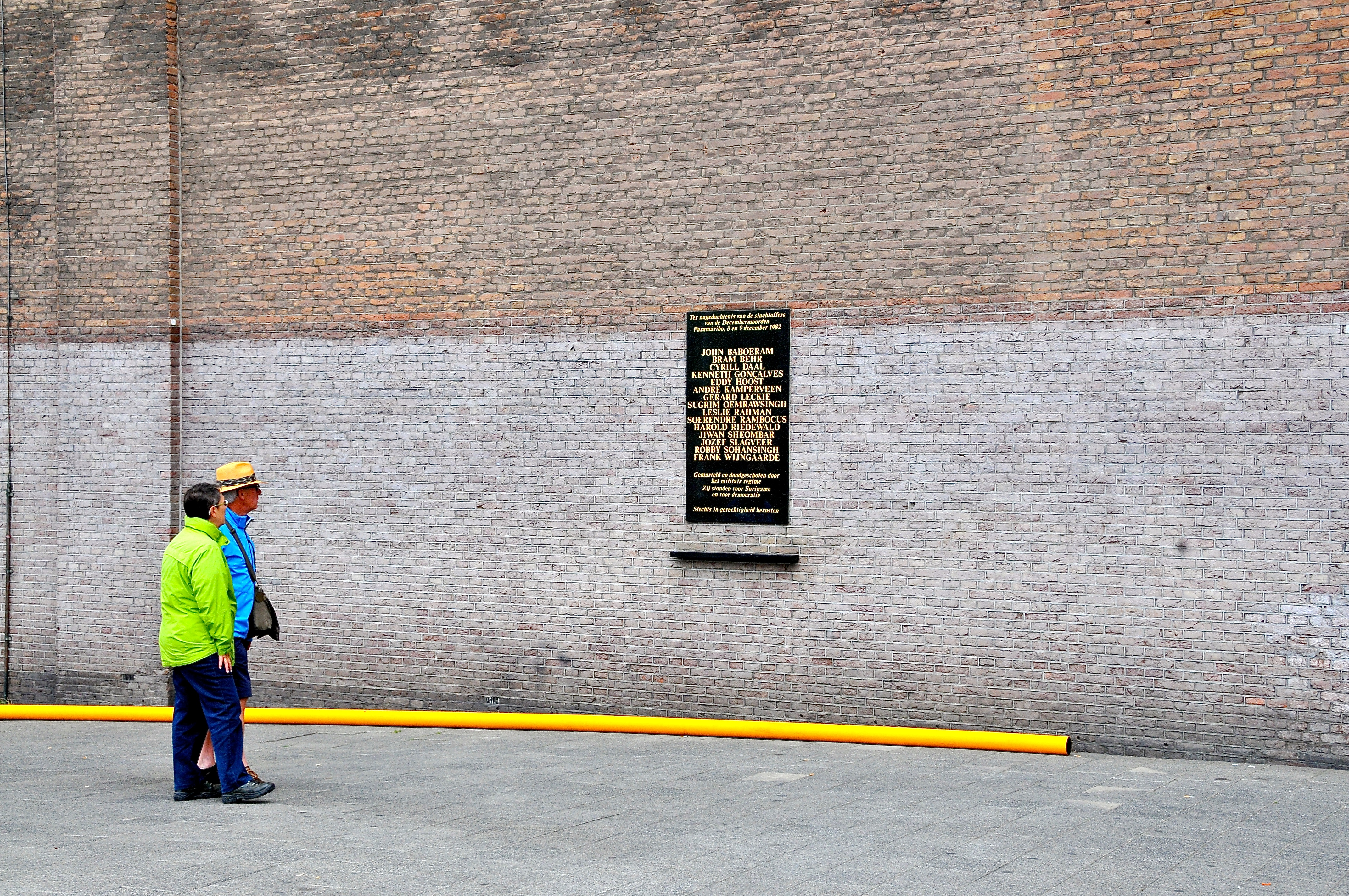
Placa que comemora a vítimas de dezembro de assassinatos no Waterlooplein, Amesterdão

- André Kamperveen, jornalista e empresário
- Gerard Leckie, professor universitário
- Sugrim Oemrawsingh, cientista
- Lesley Rahman, jornalista
- Surendre Rambocus, militar
- Harold Riedewald, advogado
- Jiwansingh Sheombar, militar
- Jozef Slagveer, jornalista
- Robby Sohansingh, empresário
- Frank Wijngaarde, jornalista (com a cidadania holandesa)

#### Os suspeitos
Em dezembro de assassinatos julgamento, que começou em 30 de novembro de 2007, havia 25 suspeitos de Desi Bouterse sendo o único e principal suspeito.

### Rescaldo e uma ação legal
Somente depois de muitos anos, o Suriname, o governo deu o primeiro oficial legais passos em direção a esclarecer o caso. Após os assassinatos, os corpos das vítimas foram enterrados sem post mortem exames de ter sido realizado; além disso, nenhuma investigação legal foi realizado.
Politicamente, os assassinatos continuam a exercer uma influência no Suriname política. Após a 2010 eleições Parlamentares, venceu por Bouterse, o então presidente Ronald Venetiaan se recusou a sequer mencionar Bouterse nome ou de lhe dar os parabéns; Venetiaan, o Ministro da Educação no governo de Henck Arron, o primeiro-ministro do governo deposto por Bouterse, em 1982, era amigo pessoal de mais de quinze vítimas.
Após a eleição de Bouterse como presidente em agosto de 2010, o Parlamento mudou em 2012 para alterar uma lei de anistia de 1992 para incluir o período dos assassinatos de dezembro. A emenda foi promulgada em abril de 2012, pelo vice-presidente, e resultou em deter a julgamento por homicídio contra (entre outros), o então presidente Desi Bouterse. O julgamento perante o tribunal marcial foi suspenso para aguardar uma decisão do Tribunal Constitucional - o que foi definido por lei, mas que nunca é nomeado. Depois de alguns anos de parada e sem a nomeação de um Tribunal Constitucional, o julgamento prosseguiu em 2015, depois de uma ordem da corte marcial. Usando sua autoridade como definido no artigo 148 da Constituição do Suriname, o Presidente Bouterse, em seguida, declarou que o julgamento foi uma ameaça para a segurança nacional, e ordenou ao ministério para deter a repressão em 29 de junho de 2016. O corte marcial era esperado para continuar o julgamento e considerar este fato novo, até 30 de novembro de 2016, mas, desta vez, o julgamento foi adiado para 30 de janeiro, devido a doença de um dos juízes. Eventualmente, o tribunal marcial ordenou a procuradoria em 30 de janeiro de 2017 para ler as acusações e ignorar as instruções do Presidente, porque o assunto não estava mais nas mãos do executivo, mas do poder judiciário. Ao lado, a continuação do julgamento foi adiada para aguardar os resultados e prazos em outros ensaios.
Desi Bouterse foi condenado em 2019 a 20 anos de prisão pela execução de opositores em 1982, depois do golpe que o levou ao poder.

### Nações Unidas
Em 1983, parentes de oito das vítimas pediu a das Nações Unidas, Comissão de Direitos Humanos do estado, a sua opinião sobre o caso. Eles queriam que a Comissão que o estado de execuções foram contraditórias com o Pacto Internacional sobre Direitos Civis e Políticos. Eles assumiram que dentro de Suriname havia nenhum meio legal para eles. Apesar do Suriname, o governo pediu para o caso declarada como insensível, a comissão considerou que as 15 vítimas foram "arbitrariamente privado de sua vida, em violação do artigo 6 (1) do Pacto Internacional sobre Direitos Civis e Políticos", e apelou Suriname para investigar os assassinatos e processar os responsáveis.